# Masao Maruyama
Masao Maruyama (丸山政男?, Maruyama Masao; Prefettura di Nagano, 13 settembre 1889 – 11 novembre 1957) è stato un generale giapponese.

## Biografia
Masao Maruyama si diplomò alla ventitreesima classe dell'accademia dell'esercito imperiale giapponese nel 1911, e al trentunesimo corso del Rikugun Daigakkō nel 1919. Fu addetto militare nel Regno Unito dal 1923 al 1925, e nell'India Britannica dal 1929 al 1930. Al suo ritorno in Giappone, fu assegnato allo stato maggiore generale dell'esercito imperiale, responsabile dell'intelligence militare britannica e americana. Tornò in Inghilterra nel 1934-1935, dove fu assegnato all'ambasciata giapponese a Londra.
Dopo la sua promozione a colonnello nel 1935, tornò allo stato maggiore generale a Tokyo. Nel 1937-38, fu comandante del quarto reggimento della guardia imperiale. Allo scoppio della seconda guerra sino-giapponese, fu un comandante sul campo durante l'incidente del ponte di Marco Polo del luglio 1937. Nel 1938, fu promosso a generale di brigata e assegnato al comando della sesta brigata di fanteria dell'esercito imperiale giapponese.
Nel grado di generale di divisione e comandante della seconda divisione di fanteria "Sendai", lui e la sua divisione furono assegnati alla diciassettesima armata del generale Harukichi Hyakutake a Guadalcanal nell'agosto-settembre 1942, in risposta agli sbarchi degli alleati sull'isola. Durante la risultante campagna di Guadalcanal, condusse le truppe durante le operazioni a Matanikau dell'ottobre 1942 e la seguente battaglia per l'aeroporto di Henderson, nella quale le sue truppe furono definitivamente sconfitte. Lui e i superstiti della divisione furono evacuati da Guadalcanal nel febbraio 1943, e si ritirò dagli impegni militari nel 1944. Morì l'11 novembre 1957.